# دریاچه کمو (بریتیش کلمبیا)
دریاچه کمو (انگلیسی: Como Lake) دریاچه کوچکی است که در پارک دریاچه کومو در شهر کوکیتلام، بریتیش کلمبیای کانادا واقع است.
سر چشمه آن از حوزه آبریز کومو شکل گرقته و به‌عنوان مکانی شهری برای ماهیگیری و تفریح و سرگرمی منطقه در شهرستان کوکیتلام و همچنین لوئر مین‌لند بشمار می‌رود.
این دریاچه برای پیاده‌روی و دویدن بسیار محبوب است و طول مسیر پیاده‌روی اطراف آن ۱ کیلومتر است. در این دریاچه ماهی قزل‌آلای رنگین‌کمان، ماهی کپور و گربه‌ماهی زندگی می‌کنند.